# Ashbury Faith
Ashbury Faith was een Belgische cross-overband die actief was van 1990 tot 1998.

## Geschiedenis
De band werd opgericht in 1990 en nam datzelfde jaar deel aan de Humo's Rock Rally, maar brak pas een jaar later echt door met zilver op de Yamaha Band Explosion. Met hun debuutsingle She's an Alien wekte ze de interesse van MTV op, wat dan weer de deuren opende richting Europa en een tour in Canada. Het nummer zelf groeide uit tot een relatieve radiohit, zo verbleef het liedje 7 weken in De Afrekening op Studio Brussel.
De daaropvolgende jaren spendeerde de groep aan toeren om in 1993 hun debuutalbum Feverjam op te nemen met Jean-Marie Aerts als producer. Op het podium viel de groep op in deze periode door het poedelnaakte verschijnen van Axl Peleman en zijn basgitaar. In 1995 volgde het tweede album Adrenalin, dat ze opnamen in Philadelphia met producer Stiff Johnson (van o.a. Urban Dance Squad). De mixtafel in deze studio stond ooit nog in Jimi Hendrix' Electric Ladyland en werd gebruikt voor legendarische opnames van The Rolling Stones en Janis Joplin. Het album stond drie weken in de Vlaamse Top 50 waar het als hoogste positie een 39e plaats haalde.
Het derde album Zed volgde in 1997 en werd geproduceerd door en tevens vernoemd naar de Sloveen Zed Simon (bekend van o.a. zijn samenwerking met The Cure, The Exploited en Kula Shaker). Op de plaat werd de woede van Axl Peleman bewaard, maar werd het geheel melodieuzer en werd er voor het eerst gebruikgemaakt van strijkers en keyboards. De plaat bevatte het meest legendarische nummer van de groep, Go Fuck Yourself, dat tevens op maxisingle verscheen met daarop een remix van Daniel Bressanuti van Front 242.
Hoewel de band nooit formeel uit elkaar is gegaan, staat ze sinds 1998 op non-actief. Axl Peleman ging aan de slag als bassist bij The Paranoiacs. Reinart d'Haene startte samen met Gerrit de Cock het interactief en humoristisch muziektheater De Beenhouwerij op, dat geïnspireerd was op het Nederlandse percussiegezelschap Slagerij van Kampen. Kort daarop startte hij samen met zijn broer Geert d'Haene en zanger Lennerd Busé het elektronica-project Yum op. Matthias van der Hallen dook later ook op in deze groep als gitarist tijdens live-optredens. Na The Paranoiacs was Axl Peleman nog actief in onder andere AngeliCo, Automatic Buffalo (met Luc De Vos), De Kreuners, en in zijn eigen band Camden.

## Bezetting
- Axl Peleman (Zang, basgitaar)
- Matthias Van der Hallen (gitaar)
- Reinert d'Haene (drums)

## Discografie

### Albums[5]
| Album met hitnotering(en) in de Vlaamse Ultratop 200 albums | Datum van verschijnen | Datum van binnenkomst | Hoogste positie | Aantal weken | Opmerkingen |
| ----------------------------------------------------------- | --------------------- | --------------------- | --------------- | ------------ | ----------- |
| Feverjam                                                    | 1993                  | -                     | -               | -            |             |
| Adrenalin                                                   | 1995                  | 13-05-1995            | 39              | 3            |             |
| Zed                                                         | 1997                  | -                     | -               | -            |             |

### Singles[6]
| Single met hitnotering(en) in de Vlaamse Ultratop 50 | Datum van verschijnen | Datum van binnenkomst | Hoogste positie | Aantal weken | Opmerkingen |
| ---------------------------------------------------- | --------------------- | --------------------- | --------------- | ------------ | ----------- |
| Nothing Left Inside                                  | 11-01-2010            | -                     | -               | -            |             |
| She's an Alien                                       | 23-05-2011            | -                     | -               | -            |             |
| Can You See Me                                       | 11-01-2010            | -                     | -               | -            |             |
| Break It Up                                          | 23-05-2011            | -                     | -               | -            |             |
| Feverjam                                             | 11-01-2010            | -                     | -               | -            |             |
| Get It                                               | 23-05-2011            | -                     | -               | -            |             |
| Ladder                                               | 11-01-2010            | -                     | -               | -            |             |
| Who's the Criminal                                   | 23-05-2011            | -                     | -               | -            |             |
| Nothin'                                              | 11-01-2010            | -                     | -               | -            |             |
| So Sad If You Fake It                                | 23-05-2011            | -                     | -               | -            |             |
| Monkey See, Monkey Dead                              | 11-01-2010            | -                     | -               | -            |             |
| Go Fuck Yourself                                     | 23-05-2011            | -                     | -               | -            |             |